# Мавзолей Іслама Карімова

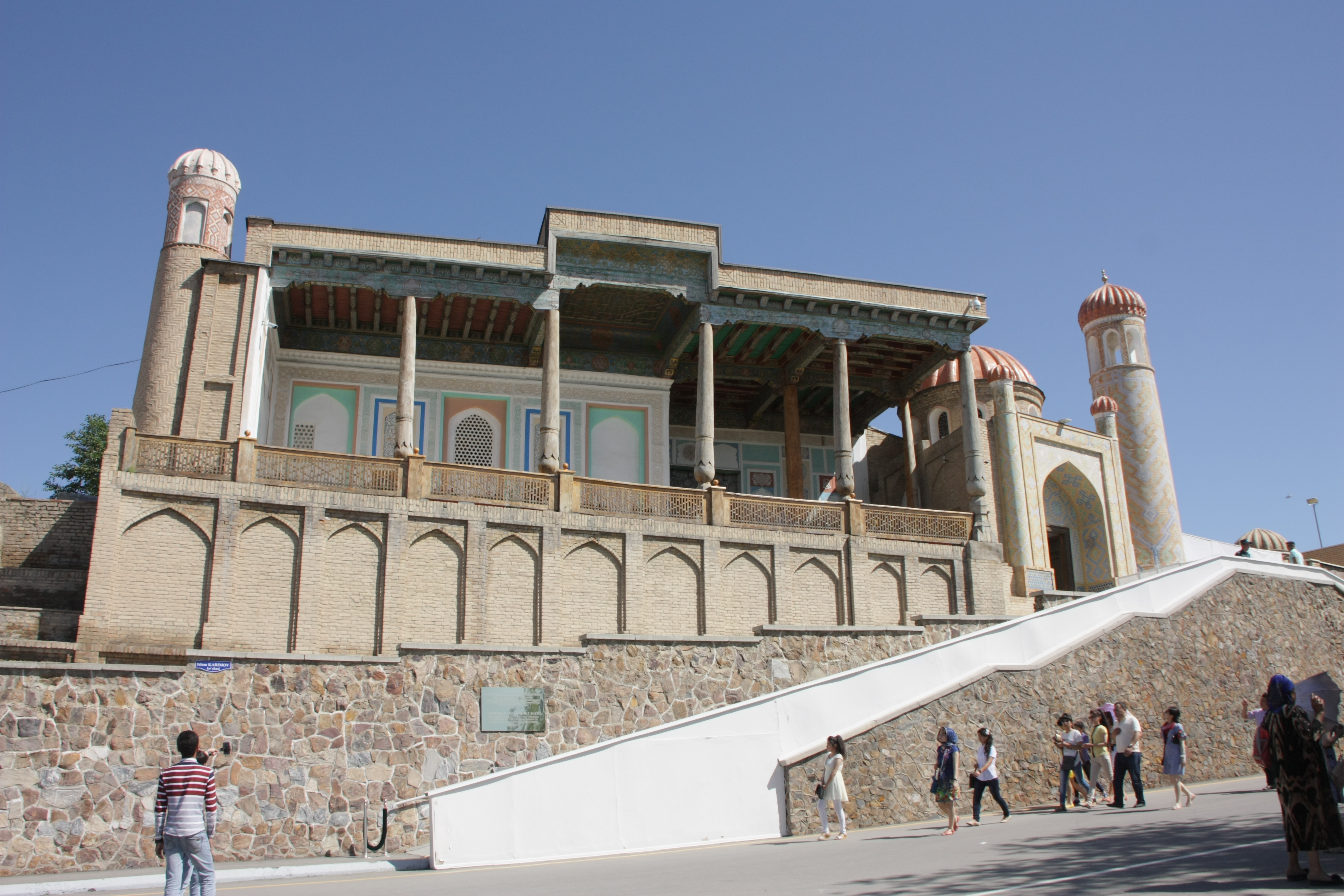
Мечеть Хазрат Хізр

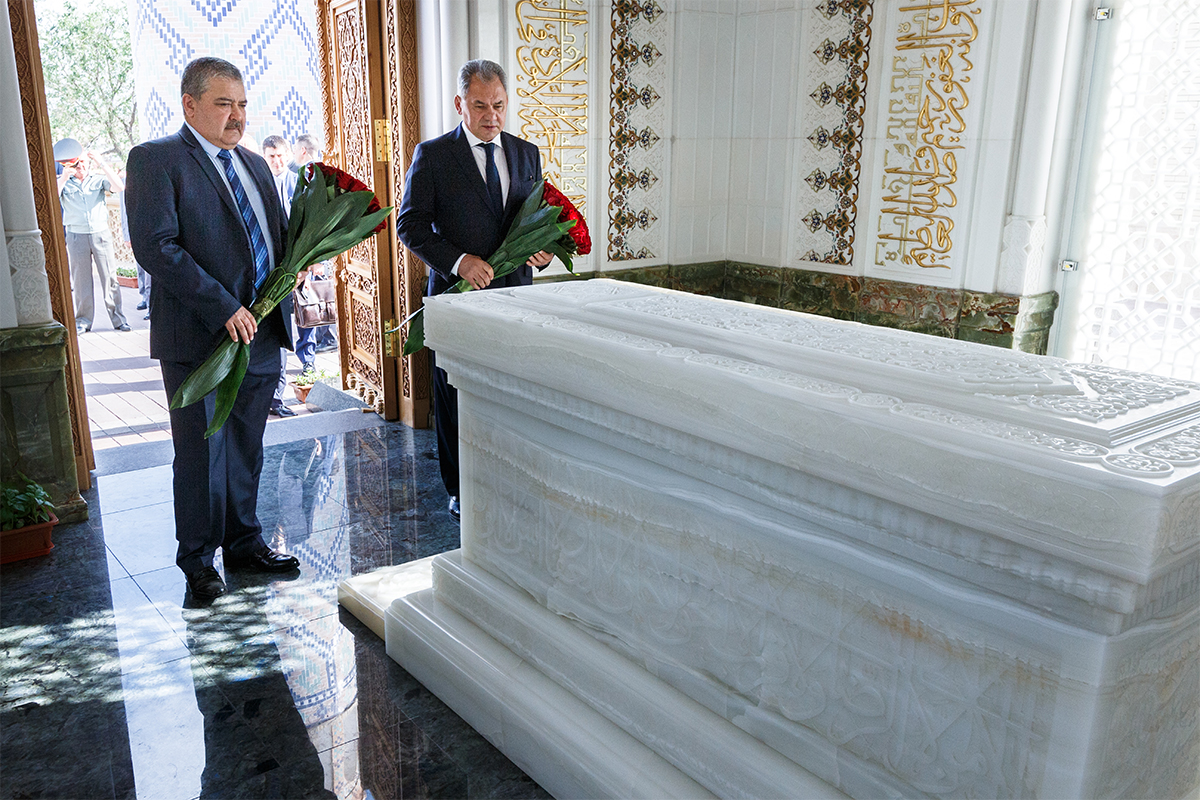
Міністр оборони Росії Сергій Шойгу поклав квіти до могили першого президента Узбекистану Ісламу Карімова

Мавзолей Іслама Карімова — місце поховання Ісламу Карімова, першого президента Узбекистану. Мавзолей знаходиться всередині мечеті Хазрет-Хизр у Самарканді.

## Смерть Іслама Карімова
Офіційно було оголошено, що Іслам Карімов помер 2 вересня 2016 року в результаті гострого порушення мозкового кровообігу (інсульту), що призвело до незворотних змін у головному мозку та поліорганної недостатності. Попрощатися в ташкентському аеропорту зібралося понад тисячу людей. 3 вересня 2016 року на території мечеті «Хазраті Хізр» було поховано Першого Президента Узбекистану Іслама Абдугановича Карімова. Іслам Карімов був призначений першим секретарем Комуністичної партії Узбекистану в 1989 році і обраний президентом країни після здобуття її незалежності в 1991 році. За офіційною інформацією, смерть президента зафіксована 2 вересня 2016 року о 20:55 за місцевим часом.
3 вересня 2016 року, в суботу рано-вранці кортеж з тілом Іслама Карімова рухався у бік міжнародного аеропорту «Ташкент». Власне тіло Ісламу Карімова перевозив чорний Mercedes-Benz Sprinter. На вулиці Ташкента дорогою до аеропорту вийшли тисячі людей, які проводжали кортеж із тілом президента. Ряд людей не приховували своїх сліз, деякі кидали квіти під кортеж, що проїжджав, інші обережно висловлювали своє тріумфування. Частина людей пізніше заявила, що вийшли лише для того, щоб спостерігати за тим, що відбувається. У літак до Самарканда мусульманську труну (табу́т) винесли солдати почесної варти Збройних сил Республіки Узбекистан, вони ж винесли її після прибуття в Самарканд і помістили в інший кортеж. Похорон Іслама Карімова відбувся у першій половині 3 вересня 2016 року, в його рідному місті — Самарканді, куди його тіло було доставлене спеціальним авіарейсом. З рідних Іслама Карімова, його тіло на шляху до Самарканду супроводжували тільки його дружина Тетяна Акбарівна Карімова та старша донька Лола Тілляєва. На похороні був відсутній єдиний син від першого шлюбу — Петро Карімов, донька Гульнара Карімова (по суті опинилася під домашнім арештом, тому не могла бути присутньою), а також усі онуки Іслама Карімова.
По дорозі з міжнародного аеропорту «Самарканд» до центру міста, на вулиці вийшли тисячі самаркандців, спостерігаючи за кортежом з тілом президента, деякі також кидали квіти під проїжджаючий кортеж.
Делегації з 17 країн прибули до Самарканду, щоб проводити Іслама Карімова в його останній шлях. Самарканд відвідали Президент Таджикистану Гурбангули Бердимухамедов, Президент Афганістану Ашраф Гані.

## Створення
Незабаром після похорону в Головному управлінні з охорони та використання об'єктів культурної спадщини при Міністерстві культури Узбекистану розпочалося розроблення проєкту мавзолею над його могилою. Основна складність у роботі над проєктом полягала в тому, що мечеть Хазрат Хізр перебуває під захистом ЮНЕСКО. Тому було важливо не лише поєднати дві будівлі різних періодів єдиним архітектурним стилем, а й зберегти історичний вигляд об'єкта Всесвітньої спадщини.
У будівництві мавзолею брало участь близько 2 тисяч осіб, зокрема майстри з Індії. Роботи планувалося завершити до вересня 2017 року, але в останній момент було ухвалено рішення відкрити мавзолей до 80-річчя від дня народження Іслама Карімова. 30 січня 2018 року мавзолей був урочисто відкритий, і першим його відвідувачем став чинний на той час президент Узбекистану Шавкат Мірзієєв.

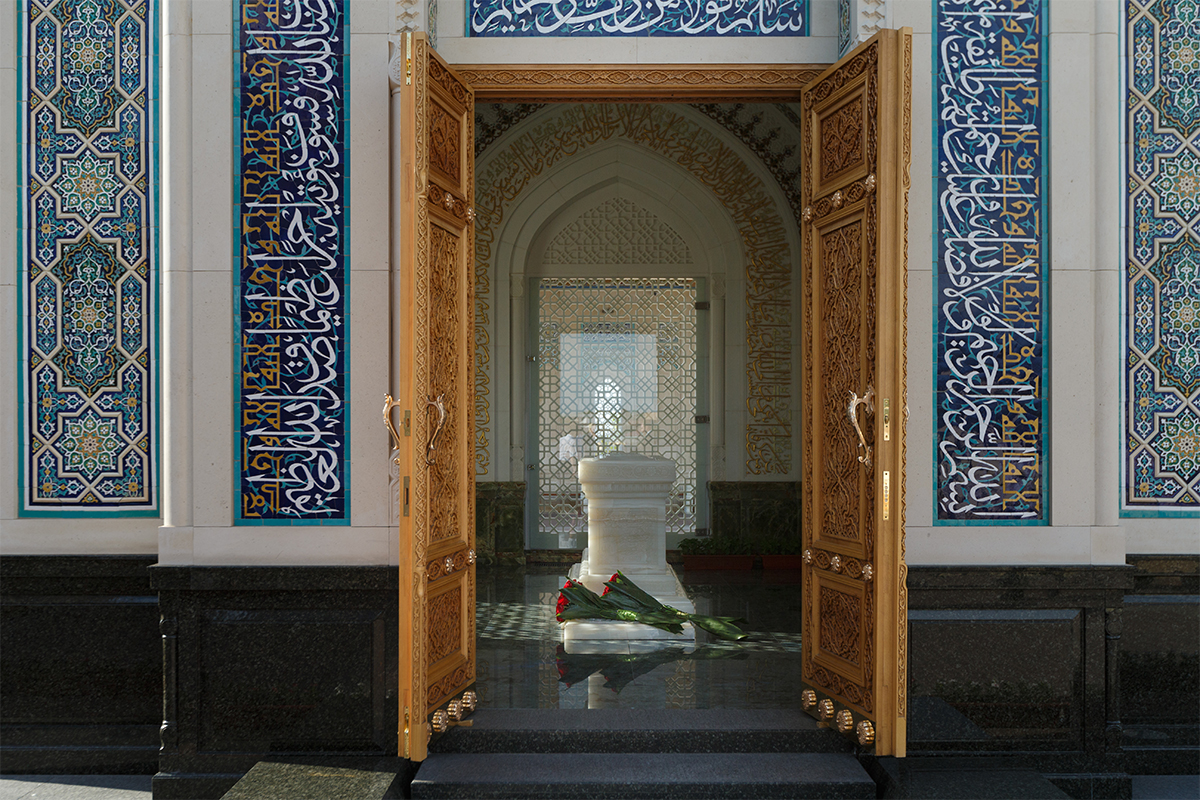
Сагана над могилою Ісламу Карімова

## Опис
Гробниця Першого Президента Узбекистану складається з двох частин — традиційного ґанку та власне мавзолею, є однокупольною спорудою з централізованою композицією загальною висотою 7,55 метра. Споруда виконана з білого мармуру та прикрашена різнобарвною об'ємною рельєфною майолікою. Цоколь мавзолею виконаний з темно-зеленого мармуру, верхня частина стін завершена масивною сталактитовою аркою, відреставрованою в різьбленій глазурованій теракоті. Основний обсяг мавзолею укритий куполом. Зовні купол покритий керамічною плиткою теракотового кольору. Фасади мавзолею виконані у вигляді аркових ніш. Південно-східна полиця має вхід, а решта приміщень перекрита різьбленими мармуровими балюстрадами.
Інтер'єр гробниці виконаний з білого мармуру, покритого кольоровим напівдорогоцінним камінням. Купол мавзолею прикрашений сталактитовою керамічною аркою. Нижня частина стінок мавзолею покрита світло-зеленим оніксом. У середині мавзолею знаходиться сагана з білого онікса, навколо якої написані вірші Корану та написи, що відносяться до Аміра Темура і доби Тимуридів.
При вході до мавзолею встановлена мармурова плита, де узбецькою та англійською мовами написано «Ця святиня — вічна пам'ять Першому Президентові Республіки Узбекистан, великому державному і політичному діячеві, дорогому і улюбленому сину узбецького народу, Іслам Абдуг'янович Каримов».